# Olimpiada szachowa 2008
| 38. Olimpiada szachowa Drezno 2008 |
|                                    |
|                                    |
| 2006 2010                          |

38. Olimpiada szachowa 2008 (zarówno w konkurencji kobiet, jak i mężczyzn) rozegrana została w Dreźnie w dniach 12–25 listopada 2008. Po raz pierwszy w historii turniejów olimpijskich składy drużyn kobiecych i męskich liczyły tę samą liczbę zawodników (5, w tym 1 rezerwowy). Skrócony został również czas trwania olimpiady (rozegrano 11 rund, zamiast np. 14 w 2004 r. lub 13 w 2006 r.), po raz pierwszy w historii końcowa klasyfikacja ustalona została na podstawie punktów meczowych (2 za zwycięstwo, 1 za remis i 0 za przegraną), a nie sumy zdobytych "małych" punktów. Zmianie uległy również zasady przyznawania medali za wyniki indywidualne: wynik procentowy został zastąpiony przez uzyskany wynik rankingowy.
Do turnieju męskiego zgłoszono 154 drużyny (sklasyfikowano 147), a do kobiecego – 114 (sklasyfikowano 111).

## Olimpiada szachowa mężczyzn
Wyniki końcowe (147 drużyn, system szwajcarski, 11 rund).
| Miejsce | Kraj              | Punkty | Punkty dodatkowe |
| ------- | ----------------- | ------ | ---------------- |
| 1       | Armenia           | 19     | 400½             |
| 2       | Izrael            | 18     | 377½             |
| 3       | Stany Zjednoczone | 17     | 362              |
| 4       | Ukraina           | 17     | 348½             |
| 5       | Rosja             | 16     | 375              |
| 6       | Azerbejdżan       | 16     | 359½             |
| 7       | Chiny             | 16     | 357½             |
| 8       | Węgry             | 16     | 341½             |
| 9       | Wietnam           | 16     | 340              |
| 10      | Hiszpania         | 16     | 337½             |
| 11      | Gruzja            | 16     | 321              |
| 12      | Holandia          | 15     | 343              |
| 13      | Niemcy (I)        | 15     | 339              |
| 14      | Bułgaria          | 15     | 327½             |
| 15      | Anglia            | 15     | 320              |
| 16      | Indie             | 15     | 310              |
| 17      | Słowenia          | 15     | 288              |
| 18      | Białoruś          | 14     | 307              |
| 19      | Rumunia           | 14     | 306½             |
| 20      | Serbia            | 14     | 302              |

| Miejsce | Kraj                 | Punkty | Punkty dodatkowe |
| ------- | -------------------- | ------ | ---------------- |
| 21      | Norwegia             | 14     | 300              |
| 22      | Francja              | 14     | 295              |
| 23      | Kuba                 | 14     | 294½             |
| 24      | Grecja               | 14     | 292½             |
| 25      | Szwecja              | 14     | 286              |
| 26      | Czarnogóra           | 14     | 279              |
| 27      | Chorwacja            | 14     | 275½             |
| 28      | Kanada               | 14     | 272½             |
| 29      | Polska               | 13     | 301              |
| 30      | Bośnia i Hercegowina | 13     | 294              |
| 31      | Słowacja             | 13     | 290              |
| 32      | Finlandia            | 13     | 287½             |
| 33      | Estonia              | 13     | 282              |
| 34      | Litwa                | 13     | 278              |
| 35      | Niemcy (III)         | 13     | 276½             |
| 36      | Turcja               | 13     | 276½             |
| 37      | Kazachstan           | 13     | 272½             |
| 38      | Czechy               | 13     | 270½             |
| 39      | Dania                | 13     | 268½             |
| 40      | Iran                 | 13     | 265              |

### Medaliści drużynowi
| Medale złote | Medale srebrne                                                                                           | Medale brązowe |
| Armenia 1. Lewon Aronian · 2. Wladimir Hakopian · 3. Gabriel Sarksjan · 4. Tigran L. Petrosjan · 5. Artaszes Minasjan · | Izrael 1. Boris Gelfand · 2. Michael Roiz · 3. Borys Awruch · 4. Jewgienij Postny · 5. Maxim Rodshtein · | Stany Zjednoczone 1. Gata Kamski · 2. Hikaru Nakamura · 3. Aleksander Oniszczuk · 4. Jurij Szulman · 5. Warużan Hakopian · |

### Medaliści za wyniki indywidualne
| Szachownica | Złote              | Złote | Srebrne                | Srebrne | Brązowe               | Brązowe |
| I           | Péter Lékó         | 2834  | Boris Gelfand          | 2833    | Weselin Topałow       | 2821    |
| II          | Wladimir Hakopian  | 2813  | Francisco Vallejo Pons | 2807    | Wasilios Kotronias    | 2781    |
| III         | Gabriel Sarksjan   | 2869  | Wugar Gaszimow         | 2765    | Tiger Hillarp Persson | 2762    |
| IV          | Dragiša Blagojević | 2792  | Aleksandyr Dełczew     | 2788    | Daniel Fridman        | 2741    |
| V           | Dmitrij Jakowienko | 2794  | Maxim Rodshtein        | 2776    | Ferenc Berkes         | 2696    |

### Wyniki reprezentantów Polski
| Zawodnicy                                                                     | Punkty      | Partie   |
| ----------------------------------------------------------------------------- | ----------- | -------- |
| Bartosz Soćko Kamil Mitoń Radosław Wojtaszek Grzegorz Gajewski Mateusz Bartel | 5½ 4 7 6½ 4 | 9 8 10 7 |

## Olimpiada szachowa kobiet
Wyniki końcowe (111 drużyn, system szwajcarski, 11 rund).
| Miejsce | Kraj              | Punkty | Punkty dodatkowe |
| ------- | ----------------- | ------ | ---------------- |
| 1       | Gruzja            | 18     | 411½             |
| 2       | Ukraina           | 18     | 406½             |
| 3       | Stany Zjednoczone | 17     | 390½             |
| 4       | Rosja             | 17     | 367              |
| 5       | Polska            | 17     | 364½             |
| 6       | Armenia           | 16     | 353              |
| 7       | Serbia            | 16     | 318½             |
| 8       | Chiny             | 15     | 392½             |
| 9       | Izrael            | 15     | 325              |
| 10      | Białoruś          | 15     | 317½             |
| 11      | Rumunia           | 15     | 306½             |
| 12      | Włochy            | 15     | 280              |
| 13      | Francja           | 14     | 336½             |
| 14      | Węgry             | 14     | 321              |
| 15      | Indie             | 14     | 320½             |

| Miejsce | Kraj       | Punkty | Punkty dodatkowe |
| ------- | ---------- | ------ | ---------------- |
| 16      | Słowacja   | 14     | 299½             |
| 17      | Mongolia   | 14     | 289              |
| 18      | Holandia   | 14     | 286              |
| 19      | Bułgaria   | 14     | 282              |
| 20      | Chorwacja  | 14     | 281½             |
| 21      | Niemcy (I) | 14     | 279              |
| 22      | Uzbekistan | 14     | 267              |
| 23      | Hiszpania  | 14     | 266½             |
| 24      | Grecja     | 13     | 307½             |
| 25      | Kuba       | 13     | 288              |
| 26      | Wietnam    | 13     | 272½             |
| 27      | Austria    | 13     | 269½             |
| 28      | Łotwa      | 13     | 266½             |
| 29      | Argentyna  | 13     | 262              |
| 30      | Turcja     | 13     | 249½             |

### Medalistki drużynowe
| Medale złote | Medale srebrne                                                                                               | Medale brązowe |
| Gruzja 1. Maja Cziburdanidze · 2. Nana Dzagnidze · 3. Lela Dżawachiszwili · 4. Maja Lomineiszwili · 5. Sopiko Chuchaszwili · | Ukraina 1. Kateryna Łahno · 2. Natalija Żukowa · 3. Anna Uszenina · 4. Inna Haponenko · 5. Natalia Zdebska · | Stany Zjednoczone 1. Irina Krush · 2. Anna Zatonskih · 3. Rusudan Goletiani · 4. Katerina Rohonyan · 5. Tatev Abrahamyan · |

### Medalistki za wyniki indywidualne
| Szachownica | Złote              | Złote | Srebrne                | Srebrne | Brązowe            | Brązowe |
| I           | Maja Cziburdanidze | 2715  | Martha Fierro Baquero  | 2613    | Hou Yifan          | 2563    |
| II          | Anna Zatonskih     | 2571  | Natalija Żukowa        | 2553    | Lilit Mykyrtczian  | 2549    |
| III         | Nadieżda Kosincewa | 2591  | Rusudan Goletiani      | 2542    | Ildikó Mádl        | 2464    |
| IV          | Joanna Majdan      | 2621  | Oleiny Linares Nápoles | 2530    | Maja Lomineiszwili | 2432    |
| V           | Natalia Zdebska    | 2528  | Mary Ann Gomes         | 2437    | Alina Motoc        | 2393    |

### Wyniki reprezentantek Polski
| Zawodniczki                                                                  | Punkty       | Partie  |
| ---------------------------------------------------------------------------- | ------------ | ------- |
| Monika Soćko Iweta Rajlich Jolanta Zawadzka Joanna Majdan Marta Przeździecka | 6½ 4½ 6 9½ 1 | 10 11 3 |